# Mistrzostwa NCAA Division I w Zapasach w 2016
Mistrzostwa NCAA Division I w zapasach rozegrane zostały w Nowym Jorku w dniach 17–19 marca 2016 roku. Zawody odbyły się na terenie Madison Square Garden.
Punkty zdobyły 72 drużyny.
- Outstanding Wrestler – Kyle Snyder

## Wyniki

### Drużynowo
| Kolejność | Szkoła                         | Zespół        |
| --------- | ------------------------------ | ------------- |
| 1.        | Pennsylvania State University  | Nittany Lions |
| 2.        | Oklahoma State University      | Cowboys       |
| 3.        | Ohio State University          | Buckeyes      |
| 4.        | Virginia Tech                  | Hokies        |
| 5.        | University of Iowa             | Hawkeyes      |
| 6.        | University of Missouri         | Tigers        |
| 7.        | Uniwersytet Cornella           | Big Red       |
| 8.        | University of Nebraska–Lincoln | Cornhuskers   |

### All American

#### 125 lb
| Lp. | Zawodnik         | Szkoła        |
| --- | ---------------- | ------------- |
| 1.  | Nico Megaludis   | Penn State    |
| 2.  | Thomas Gilman    | Iowa          |
| 3.  | Nathan Tomasello | Ohio State    |
| 4.  | David Terao      | American      |
| 5.  | Conor Youtsey    | Michigan      |
| 6.  | Dylan Peters     | Northern Iowa |
| 7.  | Ryan Milhoff     | Oklahoma      |
| 8.  | Connor Schram    | Stanford      |

#### 133 lb
| Lp. | Zawodnik        | Szkoła      |
| --- | --------------- | ----------- |
| 1.  | Nahshon Garrett | Cornell     |
| 2.  | Cory Clark      | Iowa        |
| 3.  | Cody Brewer     | Oklahoma    |
| 4.  | Zane Richards   | Illinois    |
| 5.  | Eric Montoya    | Nebraska    |
| 6.  | Jordan Conaway  | Penn State  |
| 7.  | Earl Hall       | Iowa State  |
| 8.  | Jade Rauser     | Utah Valley |

#### 141 lb
| Lp. | Zawodnik         | Szkoła               |
| --- | ---------------- | -------------------- |
| 1.  | Dean Heil        | Oklahoma State       |
| 2.  | Bryce Meredith   | Wyoming              |
| 3.  | Joey McKenna     | Stanford             |
| 4.  | Anthony Ashnault | Rutgers              |
| 5.  | Chris Mecate     | Old Dominion         |
| 6.  | Solomon Chishko  | Virginia Tech        |
| 7.  | Joey Ward        | North Carolina State |
| 8.  | Randy Cruz       | Lehigh               |

#### 149 lb
| Lp. | Zawodnik         | Szkoła           |
| --- | ---------------- | ---------------- |
| 1.  | Zain Retherford  | Penn State       |
| 2.  | Brandon Sorensen | Iowa             |
| 3.  | Lavion Mayes     | Missouri         |
| 4.  | Anthony Collica  | Oklahoma State   |
| 5.  | Mike DePalma     | Kent State       |
| 6.  | Alec Pantaleo    | Michigan         |
| 7.  | Justin Oliver    | Central Michigan |
| 8.  | Geo Martinez     | Boise State      |

#### 157 lb
| Lp. | Zawodnik        | Szkoła               |
| --- | --------------- | -------------------- |
| 1.  | Isaiah Martinez | Illinois             |
| 2.  | Jason Nolf      | Penn State           |
| 3.  | Nick Brascetta  | Virginia Tech        |
| 4.  | Dylan Palacio   | Cornell              |
| 5.  | Chad Walsh      | Rider                |
| 6.  | Ian Miller      | Kent State           |
| 7.  | Joseph Smith    | Oklahoma State       |
| 8.  | Thomas Gantt    | North Carolina State |

#### 165 lb
| Lp. | Zawodnik         | Szkoła         |
| --- | ---------------- | -------------- |
| 1.  | Alex Dieringer   | Oklahoma State |
| 2.  | Isaac Jordan     | Wisconsin      |
| 3.  | Bo Jordan        | Ohio State     |
| 4.  | Daniel Lewis     | Missouri       |
| 5.  | Steven Rodrigues | Illinois       |
| 6.  | David McFadden   | Virginia Tech  |
| 7.  | Austin Wilson    | Nebraska       |
| 8.  | Anthony Perrotti | Rutgers        |

#### 174 lb
| Lp. | Zawodnik            | Szkoła        |
| --- | ------------------- | ------------- |
| 1.  | Myles Martin        | Ohio State    |
| 2.  | Bo Nickal           | Penn State    |
| 3.  | Zach Epperly        | Virginia Tech |
| 4.  | Casey Kent          | Pennsylvania  |
| 5.  | Nathan Jackson      | Indiana       |
| 6.  | Lelund Weatherspoon | Iowa State    |
| 7.  | Cody Walters        | Ohio          |
| 8.  | Alex Meyer          | Iowa          |

#### 184 lb
| Lp. | Zawodnik       | Szkoła               |
| --- | -------------- | -------------------- |
| 1.  | Gabe Dean      | Cornell              |
| 2.  | TJ Dudley      | Nebraska             |
| 3.  | Pete Renda     | North Carolina State |
| 4.  | Nolan Boyd     | Oklahoma State       |
| 5.  | Matthew Miller | Navy                 |
| 6.  | Willie Miklus  | Missouri             |
| 7.  | Nate Brown     | Lehigh               |
| 8.  | Sammy Brooks   | Iowa                 |

#### 197 lb
| Lp. | Zawodnik        | Szkoła        |
| --- | --------------- | ------------- |
| 1.  | J’den Cox       | Missouri      |
| 2.  | Morgan McIntosh | Penn State    |
| 3.  | Brett Pfarr     | Minnesota     |
| 4.  | Micah Burak     | Iowa          |
| 5.  | Pat Downey      | Iowa State    |
| 6.  | Jared Haught    | Virginia Tech |
| 7.  | Conner Hartmann | Duke          |
| 8.  | Brett Harner    | Princeton     |

#### 285 lb
| Lp. | Zawodnik         | Szkoła               |
| --- | ---------------- | -------------------- |
| 1.  | Kyle Snyder      | Ohio State           |
| 2.  | Nick Gwiazdowski | North Carolina State |
| 3.  | Adam Coon        | Michigan             |
| 4.  | Ty Walz          | Virginia Tech        |
| 5.  | Amarveer Dhesi   | Oregon State         |
| 6.  | Austin Marsden   | Oklahoma State       |
| 7.  | Michael Kroells  | Minnesota            |
| 8.  | Max Wessell      | Lehigh               |